# Blaps bifurcata bifurcata
Blaps bifurcata bifurcata – podgatunek chrząszcza z rodziny czarnuchowatych i podrodziny Tenebrioninae.
Gatunek B. bifurcata został opisany w 1848 roku przez Antoine'a Soliera. Klasyfikowany jest w grupie gatunków B. bifurcata. Wyniki badań z 2011 roku wskazywały, że podgatunek ten zajmuje pozycję siostrzaną do B. b. strauchi. Z kolei według wyników badań przeprowadzonych przez Condamine i współpracowników w 2013 roku zajmuje on pozycję siostrzaną w stosunku do kladu obejmującego B. b. strauchi i B. b. mirei, a linie ewolucyjne podgatunku nominatywnego i wspomnianego kladu rozeszły się ponad 10 mln lat temu, w miocenie.
Chrząszcz ten występuje od libijskiego Fazzanu, przez afrykański Egipt i Synaj po izraelski Negew.